# تپه خلیلان
تپه خلیلان مربوط به عصر مس است و در شهرستان خرم‌آباد، بخش زاغه، دهستان قائد رحمت، روستای خلیلان واقع شده و این اثر در تاریخ ۲۸ اسفند ۱۳۸۵ با شمارهٔ ثبت ۱۸۶۳۲ به‌عنوان یکی از آثار ملی ایران به ثبت رسیده است.